# Bathynomus propinquus
Bathynomus propinquus är en kräftdjursart som beskrevs av Richardson 1910. Bathynomus propinquus ingår i släktet Bathynomus och familjen Cirolanidae. Inga underarter finns listade i Catalogue of Life.